# Regierung Menzies II
Die Regierung Menzies II regierte Australien vom 14. März 1940 bis zum 28. Oktober 1940. Es handelte sich um eine Koalitionsregierung der United Australia Party (UAP) und der Country Party (CP).
Die Vorgängerregierung war eine Minderheitsregierung der United Australia Party unter Premierminister Robert Menzies, die von der Country Party toleriert wurde. Am 14. März 1940 trat die County Party unter ihrem neuen Vorsitzenden Archie Cameron der Regierung bei. Bei der Parlamentswahl am 21. September 1940 verlor die UAP 5 Sitze und die CP 2 Sitze und waren mit zusammen 33 von 75 Sitzen im Repräsentantenhaus auf die Unterstützung von 2 unabhängigen Abgeordneten angewiesen. Im Senat konnten die Regierung ihre Mehrheit von 20 der 36 Sitze halten. Menzies wurde erneut Premierminister.

## Ministerliste
| Minister                                                                               | Minister            | Minister | Minister                           | Minister |
| Amt                                                                                    | Minister            | Partei   | Amtszeit                           | Bild     |
| -------------------------------------------------------------------------------------- | ------------------- | -------- | ---------------------------------- | -------- |
| Premierminister                                                                        | Robert Menzies      | UAP      | 14. März 1940 – 28. Oktober 1940   |          |
| Minister für die Koordination der Verteidigung                                         | Robert Menzies      | UAP      | 14. März 1940 – 28. Oktober 1940   |          |
| Informationsminister                                                                   | Robert Menzies      | UAP      | 14. März 1940 – 28. Oktober 1940   |          |
| Minister für Munition                                                                  | Robert Menzies      | UAP      | 11. Juni 1940 – 28. Oktober 1940   |          |
| Wirtschaftsminister                                                                    | Archie Cameron      | CP       | 14. März 1940 – 28. Oktober 1940   |          |
| Marineminister                                                                         | Archie Cameron      | CP       | 14. März 1940 – 28. Oktober 1940   |          |
| Generalstaatsanwalt                                                                    | Billy Hughes        | UAP      | 14. März 1940 – 28. Oktober 1940   |          |
| Industrieminister                                                                      | Billy Hughes        | UAP      | 14. März 1940 – 28. Oktober 1940   |          |
| Armeeminister                                                                          | Geoffrey Street     | UAP      | 14. März 1940 – 13. August 1940    |          |
| Armeeminister                                                                          | Philip McBride      | UAP      | 14. August 1940 – 28. Oktober 1940 |          |
| Minister für Repatriierung                                                             | Geoffrey Street     | UAP      | 14. März 1940 – 13. August 1940    |          |
| Minister für Repatriierung                                                             | Philip McBride      | UAP      | 14. August 1940 – 28. Oktober 1940 |          |
| Vizepräsident des Executive Council                                                    | Henry Somer Gullett | UAP      | 14. März 1940 – 13. August 1940    |          |
| Vizepräsident des Executive Council                                                    | Herbert Collett     | UAP      | 14. August 1940 – 28. Oktober 1940 |          |
| Forschungsminister                                                                     | Henry Somer Gullett | UAP      | 14. März 1940 – 13. August 1940    |          |
| Forschungsminister                                                                     | Herbert Collett     | UAP      | 14. August 1940 – 28. Oktober 1940 |          |
| Minister für Versorgung und Entwicklung                                                | Frederick Stewart   | UAP      | 14. März 1940 – 28. Oktober 1940   |          |
| Sozialminister                                                                         | Frederick Stewart   | UAP      | 14. März 1940 – 28. Oktober 1940   |          |
| Generalpostmeister                                                                     | Harold Thorby       | CP       | 14. März 1940 – 28. Oktober 1940   |          |
| Gesundheitsminister                                                                    | Harold Thorby       | CP       | 14. März 1940 – 28. Oktober 1940   |          |
| Schatzminister                                                                         | Percy Spender       | UAP      | 14. März 1940 – 28. Oktober 1940   |          |
| Minister für Handel und Zölle                                                          | George McLeay       | UAP      | 14. März 1940 – 28. Oktober 1940   |          |
| Außenminister                                                                          | John McEwen         | CP       | 14. März 1940 – 28. Oktober 1940   |          |
| Innenminister                                                                          | Harry Foll          | UAP      | 14. März 1940 – 28. Oktober 1940   |          |
| Minister für die Luftwaffe                                                             | James Fairbairn     | UAP      | 14. März 1940 – 13. August 1940    |          |
| Minister für die Luftwaffe                                                             | Arthur Fadden       | CP       | 13. August 1940 – 28. Oktober 1940 |          |
| Minister für Luftfahrt                                                                 | James Fairbairn     | UAP      | 14. März 1940 – 13. August 1940    |          |
| Minister für Luftfahrt                                                                 | Arthur Fadden       | CP       | 13. August 1940 – 28. Oktober 1940 |          |
| Minister für Veteranenunterkünfte                                                      | Herbert Collett     | UAP      | 14. August 1940 – 28. Oktober 1940 |          |
|                                                                                        |                     |          |                                    |          |
| Minister ohne Portfolio und Assistant Minister                                         |                     |          |                                    |          |
| Minister ohne Portfolio zuständig für Veteranenunterkünfte                             | Herbert Collett     | UAP      | 14. März 1940 – 13. August 1940    |          |
| Minister ohne Portfolio zuständig für die Außenterritorien                             | Horace Nock         | CP       | 14. März 1940 – 28. Oktober 1940   |          |
| Minister ohne Portfolio zur Unterstützung des Premierministers                         | Horace Nock         | CP       | 14. März 1940 – 28. Oktober 1940   |          |
| Minister ohne Portfolio zur Unterstützung des Informationsministers                    | Henry Somer Gullett | UAP      | 14. März 1940 – 13. August 1940    |          |
| Minister ohne Portfolio zur Unterstützung des Wirtschaftsministers                     | Philip McBride      | UAP      | 14. März 1940 – 13. August 1940    |          |
| Assistant Minister für Wirtschaft                                                      | Philip McBride      | UAP      | 13. August 1940 – 28. Oktober 1940 |          |
| Minister ohne Portfolio zur Unterstützung des Ministers für Repatriierung              | Herbert Collett     | UAP      | 14. März 1940 – 13. August 1940    |          |
| Assistant Minister für Repatriierung                                                   | Herbert Collett     | UAP      | 14. August 1940 – 28. Oktober 1940 |          |
| Minister ohne Portfolio zur Unterstützung des Ministers für Versorgung und Entwicklung | Arthur Fadden       | CP       | 14. März 1940 – 14. August 1940    |          |
| Assistant Minister für Versorgung und Entwicklung                                      | Arthur Fadden       | CP       | 14. August 1940 – 28. Oktober 1940 |          |
| Minister ohne Portfolio zur Unterstützung des Schatzministers                          | Arthur Fadden       | CP       | 14. März 1940 – 14. August 1940    |          |
| Assistant Schatzminister                                                               | Arthur Fadden       | CP       | 14. August 1940 – 28. Oktober 1940 |          |
| Minister ohne Portfolio zur Unterstützung des Innenministers                           | Horace Nock         | CP       | 14. März 1940 – 28. Oktober 1940   |          |